# Xiphocolaptes promeropirhynchus
Xiphocolaptes promeropirhynchus е вид птица от семейство Furnariidae.

## Разпространение
Видът е разпространен в Белиз, Боливия, Бразилия, Венецуела, Гватемала, Гвиана, Еквадор, Колумбия, Коста Рика, Мексико, Никарагуа, Панама, Перу, Салвадор и Хондурас.